# Condado de Polk (Misuri)
El condado de Polk (en inglés: Polk County), fundado en 1835, es uno de 114 condados del estado estadounidense de Misuri. En el año 2020, el condado tenía una población de 31,519 habitantes y una densidad poblacional de 19 personas por km². La sede del condado es Bolívar. El condado recibe su nombre en honor al 11.º Presidente de los Estados Unidos James K. Polk. El condado de Polk forma parte al Área metropolitana de Springfield.

## Geografía
Según la Oficina del Censo, el condado tiene un área total de 1664 km² (642,5 mi²), de la cual 1650 km² (637,1 mi²) es tierra y 0 km² (0 mi²) (0.0%) es agua.

### Condados adyacentes
- Condado de Hickory (norte)
- Condado de Dallas (este)
- Condado de Greene (sur)
- Condado de Dade (suroeste)
- Condado de Cedar (oeste)
- Condado de St. Clair (noroeste)

## Demografía
Según la Oficina del Censo en 2000, los ingresos medios por hogar en el condado eran de $29,656, y los ingresos medios por familia eran $35,843. Los hombres tenían unos ingresos medios de $25,383 frente a los $18,799 para las mujeres. La renta per cápita para el condado era de $13,645. Alrededor del 16.30% de la población estaban por debajo del umbral de pobreza.

## Transporte

### Carreteras principales
- Ruta 13
- Ruta 32
- Ruta 83
- Ruta 123
- Ruta 215

## Localidades
| - Aldrich - Bolivar - Brighton | - Dunnegan - Eudora - Fair Play | - Flemington - Goodson - Goodnight | - Halfway - Humansville - Morrisville | - Pleasant Hope - Polk - Tin Town |

### Municipios
| - Municipio de Cliquot - Municipio de East Looney - Municipio de East Madison - Municipio de Flemington - Municipio de Jackson - Municipio de Jefferson - Municipio de Johnson - Municipio de McKinley - Municipio de Mooney - Municipio de North Benton - Municipio de North Green | - Municipio de Northeast Marion - Municipio de Northwest Marion - Municipio de South Benton - Municipio de South Green - Municipio de Southeast Marion - Municipio de Southwest Marion - Municipio de Union - Municipio de West Looney - Municipio de West Madison - Municipio de Wishart |